# Saint Peter Port
Saint Peter Port oder St. Peter Port ist die Hauptstadt und wichtigste Hafenstadt der Kanalinsel Guernsey. Der Ort liegt an der Ostküste der Insel und hat 18.798 Einwohner (Stand: 31. März 2016). Damit lebt etwa ein Drittel der Einwohner Guernseys in der Hauptstadt. Auf Französisch, der zweiten Amtssprache Guernseys, heißt die Stadt Saint-Pierre-Port. Offiziell wird nur die englische Schreibweise benutzt.

## Geographie
Die Flächenausdehnung beträgt 6,4 km².

## Namengebung
Im Mittelalter hieß der Ort nur Saint Pierre Port. Der Bestandteil Port bedeutet „Hafen“ auf Französisch und Normannisch. Das englische Wort port „Hafen“ ist davon abgeleitet worden. Dieser Ortsname hat ein Homonym in Haute-Normandie: Saint-Pierre-en-Port, die damals auch Saint Pierre Port (Saint Pierre port 1319, Saint Pierreport 1412, Saint Pierre Port 1431) hieß. Diese Weise Häfen zu benennen, mit -Port / -port als zweiten Bestandteil zu setzen, ist das Zeichen eines germanischen (und skandinavischen - in der Normandie) Spracheinflusses, wie z. B. Vatteport, Yport usw.

## Stadtgliederung
Saint Peter Port gliedert sich in vier Kantone (cantons):
- Canton 1 oder North Canton
- Canton 2 oder Canton of the North-West
- Canton 3 oder Canton of the South-West
- Canton 4 oder Canton of the South

Die Kantone sind Wahlbezirke. Aus jedem Kanton von Saint Peter Port wird jeweils ein Vertreter zu den States of Guernsey gewählt, zusätzlich zu den zwei Vertretern der Saint Peter Port Parish insgesamt. Damit ist die Hauptstadt von Guernsey stärker im Inselparlament vertreten.
Weiterhin gehören die Inseln Herm und Jethou zur Parish Saint Peter Port, jedoch zu keinem der vier Kantone. Sie gehören zum Wahlbezirk Saint Peter Port South.
Historisch war Saint Peter Port in sechs bordages gegliedert:
1. Durant
2. Cornet (mit Castle Cornet)
3. Rongefer
4. Trousse
5. Landry
6. Lésant

## Wirtschaft
In der Stadt befindet sich die Wertpapierbörse „The International Stock Exchange“.

## Sehenswürdigkeiten

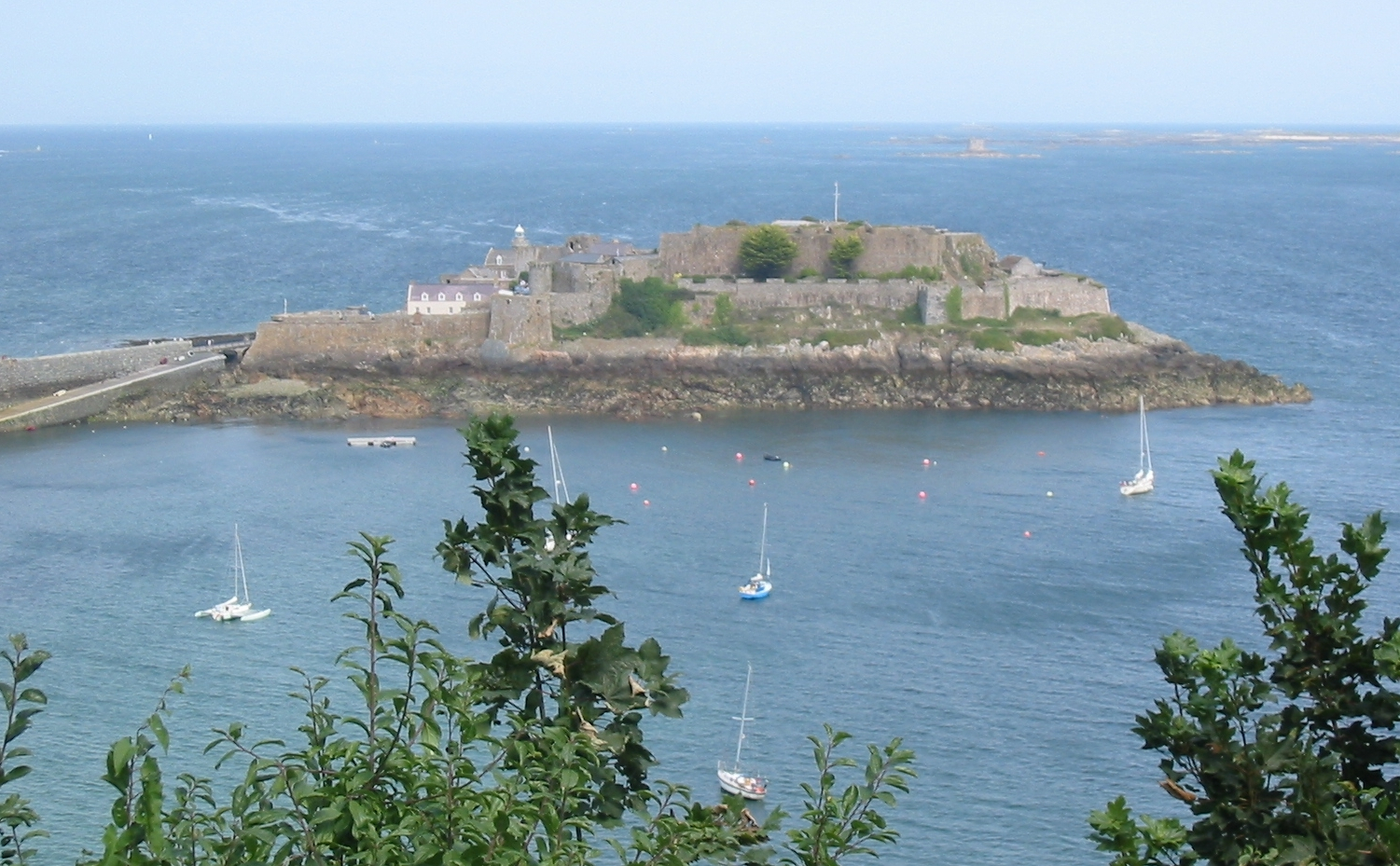
Castle Cornet

- Das Castle Cornet liegt auf der Insel Cornet Rock vor der Stadt.[7]
- Das Guernsey Museum, gelegen in einem Viktorianischen Garten, informiert über die Geschichte der Insel und bietet Kunstausstellungen.[8]
- Das La Vallette Underground Military Museum informiert über die militärische Geschichte Guernseys einschließlich der deutschen Besetzung während des Zweiten Weltkriegs[9]

Victor Hugo lebte nach der Verbannung von 1856 bis 1870 in St. Peter Port. Sein damaliges Haus, das Hauteville House oder Victor Hugo’s House, kann besichtigt werden.

## Strände
Die Strände von St. Peter Port sind Part of Belle Greve Bay, Havelet Bay, Soldiers Bay und Part of Fermain Bay.

## Hafen

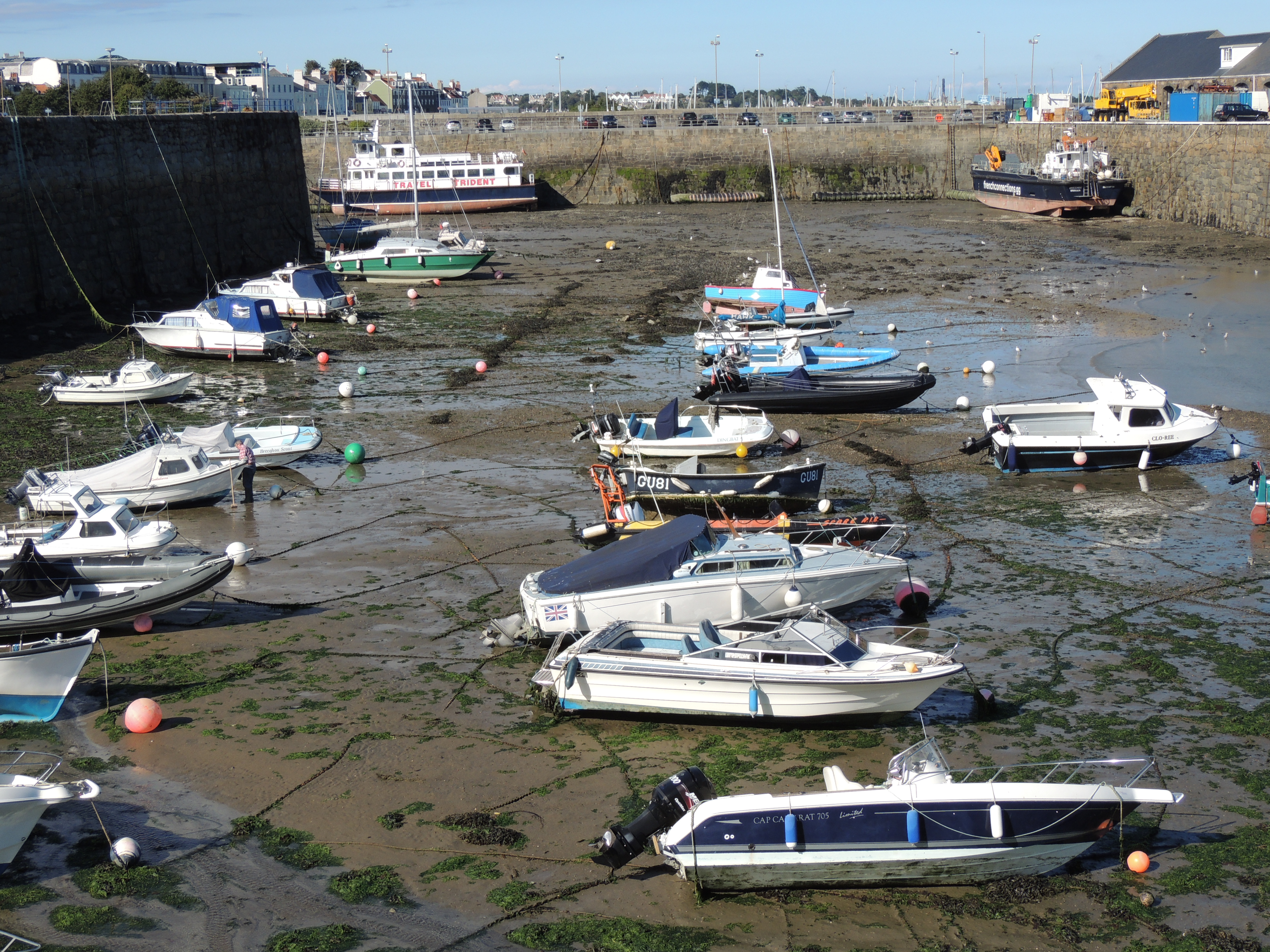
Hafen von St. Peter Port bei Niedrigwasser

Der Hafen von St. Peter Port unterliegt einem großen Gezeitenhub; seine inneren Becken können nur während Hochwassers angelaufen werden und enthalten teilweise trockenfallende Liegeplätze. Neben wenigen Fischkuttern beherbergt er eine große Zahl von Sport- und Wander-Seglern. Kreuzfahrtschiffe liegen vor dem Hafen auf Reede.
Regelmäßige Fähr- bzw. Schiffsverbindungen bestehen u. a. zur Insel Jersey (Saint Helier) und zu den Inseln Alderney, Herm und Sark sowie nach Portsmouth in Großbritannien und nach Saint-Malo in Frankreich.
| Reederei                                   | nächster Hafen |
| ------------------------------------------ | -------------- |
| Condor Ferries (Schnellfähre)              | St. Malo       |
| Condor Ferries (Schnellfähre)              | Jersey         |
| Condor Ferries (Schnellfähre)              | Poole          |
| Condor Ferries (Fähre)                     | Jersey         |
| Condor Ferries (Fähre)                     | Portsmouth     |
| Isle of Sark Shipping Company (Sark Fähre) | Sark           |
| Trident Charter Company (Herm Fähre)       | Herm           |

## Söhne und Töchter der Stadt
- James Saumarez, 1. Baron de Saumarez (1757–1836), Admiral
- Isaac Brock (1769–1812), General
- Frederick Corbin Lukis (1788–1871), Natur- und Altertumsforscher
- Warren De La Rue (1815–1889), Chemiker, Erfinder und Amateurastronom
- Mabel Collins (1851–1927), Autorin, Theosophin und Tierschützerin
- Fanny Davies (1861–1934),  Pianistin und Klavierlehrerin
- Cyril Deverell (1874–1947), Offizier
- Charles Machon (1893–1944), Schriftsetzer und Widerstandskämpfer
- Hugh Lloyd-Jones (1922–2009), Altphilologe
- John Le Lievre (1956–2021), Squashspieler
- Matthew Le Tissier (* 1968), Fußballspieler
- Dale Garland (* 1980), Leichtathlet